# Харківський національний автомобільно-дорожній університет
Харківський національний автомобільно-дорожній університет — державний заклад вищої освіти IV рівня акредитації, підпорядкований Міністерству освіти і науки України, розташований у Харкові. Має 6 гуртожитків, базу відпочинку в Криму.

## Історія
Свою історію Харківський національний автомобільний-дорожній університет почав у липні 1930 року як Харківський автомобільно-дорожній інститут (ХАДІ), який Постановою Кабінету Міністрів України від 13.08.1993 р. № 646, за результатами державної акредитації в 1993 році, визнаний акредитованим в повному об'ємі за IV рівнем і перейменований в Харківський державний автомобільний-дорожній технічний університет. 7 серпня 2001 р. Указом Президента України № 591/2001 університету присвоєно статус національного.

## Корпуси та кампуси
Головний навчально-лабораторний корпус (вул. Ярослава Мудрого, 25). В ньому розміщені адміністрація і підрозділи, які забезпечують функціонування університету; факультети — автомобільний, транспортних систем; центри — заочного навчання, підвищення кваліфікації та індивідуальної післядипломної освіти, аудиторії, лабораторії, кабінети та комп'ютерні класи.
Навчально-лабораторний корпус дорожньо-будівельного факультету. В ньому розміщені кафедри, аудиторії, лабораторії факультету, регіональний ліцей, видавництво, лабораторія швидкісних автомобілів, центр професійно-технічної та довузівської підготовки.
Навчально-лабораторні корпуси механічного факультету та факультету управління та бізнесу, полігон автомобільної і дорожньої техніки (519 м.р. м. Харкова).
Навчально-лабораторний корпус факультету мехатроніки транспортних засобів, навчальна лабораторія діагностики автомобільного транспорту (вул. Пушкінська, 106).
Науково-технічна бібліотека університету. До послуг студентів, викладачів та науковців університету науково-технічна бібліотека університету, яка входить в шістку найкращих університетських бібліотек України. Сьогодні бібліотека має сучасну комп'ютерну техніку, локальну мережу, електронні бази даних, Internet, а відвідувачі мають доступ до матеріалів електронних бібліотек світу. Бібліотечний фонд — 480401 екземплярів, якими користуються більш ніж 13 тисяч читачів. Сім пунктів обслуговування знаходяться за межами головного навчального корпусу. 
Студмістечко університету. Для проживання студентів ХНАДУ організоване студмістечко, що нараховує 7 гуртожитків. На території студмістечка, де мешкають понад три тисячі студентів, молодих викладачів, співробітників університету створена власна інфраструктура, що забезпечує гідні умови життя для його мешканців.

## Структура, спеціальності
Університет здійснює підготовку фахівців з 9 напрямів, 17 спеціальностям і 25 спеціалізаціям, а також перепідготовку і підвищення їх кваліфікації, включаючи надання другої вищої освіти. Діють екстернат, магістратура, аспірантура і докторантура.
У структурі університету 11 факультетів, 32 кафедри, регіональний ліцей, центр міжнародного утворення і співпраці, кафедра військової підготовки. Віддалені факультети ХНАДУ в Сімферополі і в Херсоні забезпечують очно-заочну форми навчання. Навчально-консультаційні пункти і центри ХНАДУ, розташовані в Нікополі, Кривому Розі, Кременчуці, Полтаві, Куп'янську та Донецьку, є структурними підрозділами факультету заочного навчання і забезпечують підготовку фахівців з переліку спеціальностей згідно з ліцензією.

## Інститути та факультети
- Автомобільний факультет, кафедри:
  - автомобілів
  - технічної експлуатації та сервісу автомобілів
  - двигунів внутрішнього згоряння
  - технології машинобудування і ремонту машин
  - деталей машин і ТММ; в 1986—2020 роках завідуючий — Перегон Володимир Андрійович
  - теоретичної механіки та гідравліки
- Дорожньо-будівельний факультет, кафедри:
  - будівництва і експлуатації автомобільних доріг
  - екології
  - вишукувань та проектування доріг і аеродромів
  - технології дорожньо-будівельних матеріалів
  - мостів, конструкцій і будівельної механіки
  - хімії
- Механічний факультет, кафедри:
  - будівельних і дорожніх машин
  - автоматизації та комп'ютерно-інтегрованих технологій
  - метрології і безпеки життєдіяльності
  - технології металів і матеріалознавства
  - інженерної та комп'ютерної графіки
  - іноземних мов № 2
- Факультет управління та бізнесу, кафедри:
  - менеджменту
  - економіки підприємства
  - обліку і аудиту
  - міжнародної економіки
  - економічної теорії та права
  - фізвиховання і спорту
- Факультет транспортних систем, кафедри:
  - організації та безпеки дорожнього руху
  - транспортних технологій
  - транспортних систем і логістики
  - філософії і політології
  - українознавства
  - іноземних мов № 1
  - вищої математики
- Факультет мехатроніки транспортних засобів, кафедри:
  - мехатроніки автотранспортних засобів
  - автомобільної електроніки
  - інформатики
  - прикладної математики
  - фізики
  - педагогіки та психології професійної підготовки
- Факультет підготовки іноземних громадян, кафедри:
  - філології
  - мовної підготовки
  - природничих і гуманітарних дисциплін
- Центр заочного навчання
- Центр професійно-технічної та доуніверситетської підготовки (підготовче відділення, підготовчі курси)
- Центр підвищення кваліфікації та індивідуальної післядипломної освіти

## Спеціалізовані Вчені ради по захисту дисертацій
Діють дві Ради по захисту кандидатських і докторських дисертацій:
- Спеціалізована вчена рада Д 64.059.02 (05.05.04 — Машини для земляних та дорожніх робіт, 05.22.01 — Транспортні системи, 05.22.02 — Автомобілі та трактори, 05.22.20 — Експлуатація та ремонт засобів транспорту);
- Спеціалізована вчена рада Д 64.059.01 (05.02.01 — Матеріалознавство, 05.22.11 — Автомобільні шляхи та аеродроми, 05.26.01 — Охорона праці).

## Ректори
- Організатором та першим директором інституту (до 1931 року) був І. О. Бесєдовський.
- 3 1 квітня 1931 до 1933 року директором ХАДІ був П. К. Тисячний.
- 3 1933 до 1937 року інститут очолював М. М. Чупис.
- 3 1938 до 1941 року — А. П. Хмельницький.
- 3 1945 до 1959 року ректором ХАДІ був О. К. Бируля.
- 3 1959 до 1978 року інститут очолював доцент Б. В. Решетніков.
- З 1978 до 1992 року ректором ХАДІ був I. M. Грушко.
- У 1992 році, 13 березня на посаду ректора був обраний професор А. М. Туренко.
- Богомолов Віктор Олександрович з cічня 2021 року.

## Почесні доктори та випускники
- Туренко Анатолій Миколайович — ректор ХНАДУ, доктор технічних наук, професор, Лауреат державної премії України. Заслужений діяч науки і техніки України, Почесний громадянин міста Харкова.
- Грідчин Анатолій Митрофанович — ректор Бєлгородського державного технологічного університету ім. В. Г. Шухова, м. Бєлгород, Росія, доктор технічних наук, професор, почесний професор ХНАДУ.
- Золотарьов Віктор Олександрович, доктор технічних наук, професор, заслужений діяч науки і техніки України. Член міжнародного комітету «Евробітум», завідувач кафедри технології дорожньо-будівельних матеріалів ХНАДУ.
- Говорущенко Микола Якович, доктор технічних наук, професор, заслужений діяч науки і техніки України, завідувач кафедри технічної експлуатації та сервісу автомобілів ХНАДУ (1961—2011 рр.).
- Зухеір Самарах — Радник Міністра транспорту Йорданії з будівництва та експлуатації автомобільних доріг, кандидат технічних наук, академік Транспортної Академії України.
- Ша Аймінь — доктор технічних наук, професор по науці Чаньаньського університету, м. Сіань, Китай.

## Особи, що навчаються
В університеті навчається понад 13 000 студентів, з них 5 600 — денної форми навчання.

## Бібліотека
Фонд бібліотеки налічує понад 400 тисяч примірників.

## Нагороди та репутація
У рейтингу українських закладів вищої освіти з точки зору роботодавців ХНАДУ посідає 18 місце з технічних спеціальностей. http://www.dengi.ua